# Atractaspis reticulata
Atractaspis reticulata (engelska: Reticulate burrowing asp), är en ormart inom familjen stilettormar och tillhör släktet jordhuggormar.

## Kännetecken
Ormen är giftig. Jordhuggormar har en speciell utfällbar huggtand och ska därför inte hållas bakom huvudet, vilket ingen orm bör göras på grund av att de då kan bli skadade.

## Utbredning
Kamerun, Gabon, Kongo-Kinshasa, Kongo, Ekvatorialguinea, Centralafrikanska republiken, lever i typisk terräng som i området kring Ekundu i Kamerun.

## Levnadssätt
Grävande orm, förmodligen ovipar som alla andra arterna i släktet.